# アンドレアス・ザパティナス

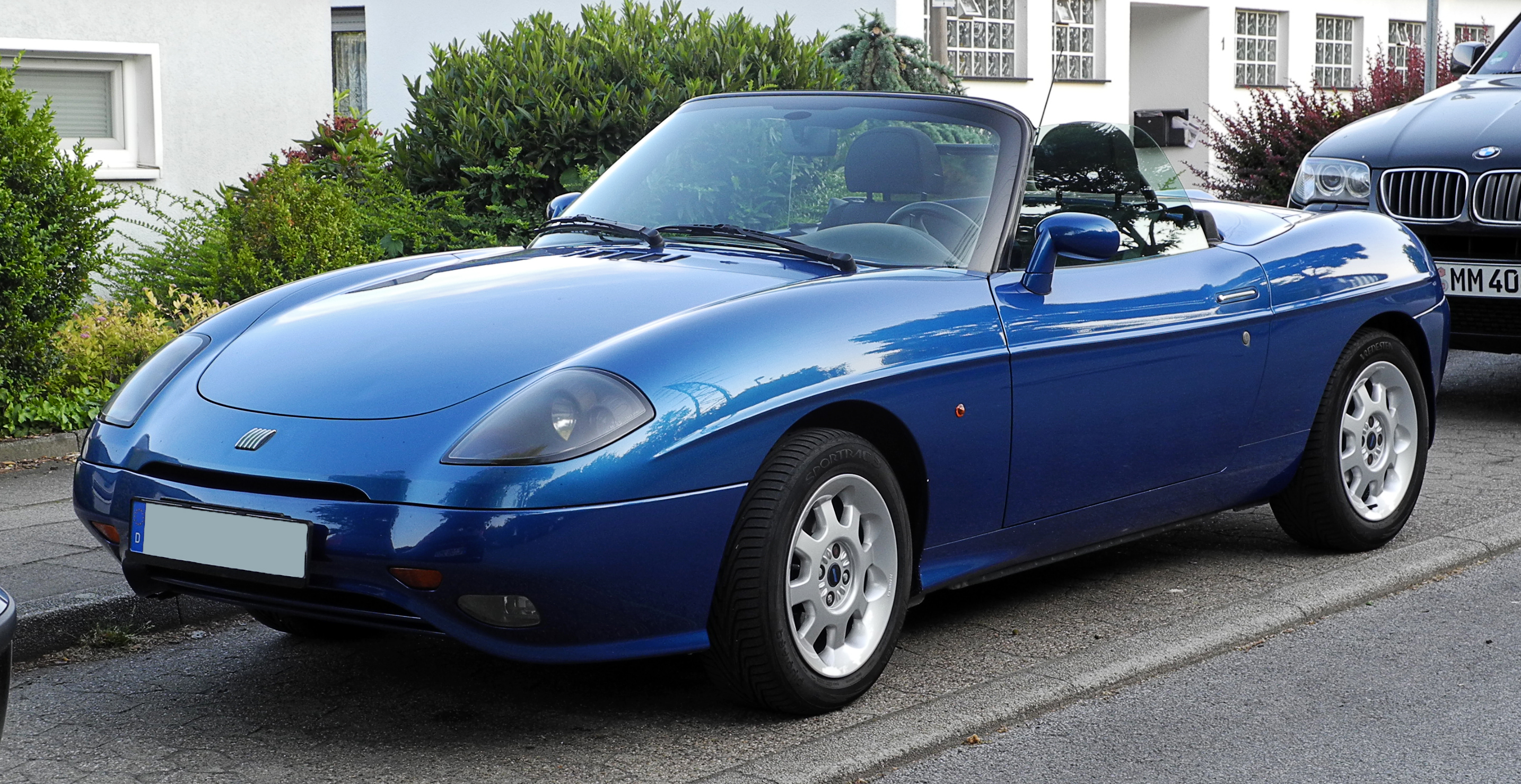
フィアット・バルケッタ

アンドレアス・ザパティナス（Andreas Zapatinas、1957年-）は、ギリシャ、アテネ出身の自動車デザイナーである。

## 来歴
ザパティナスはカリフォルニア州パサデナのアートセンター・カレッジ・オブ・デザインで学び、1986年に卒業した。1988年から1994年までフィアットチェントロスティーレで働き、そこでクリス・バングルと出会った。フィアットではフィアット・バルケッタのチーフ・エクステリアデザイナーを務めた。またクーペ・フィアットとアルファロメオ・145にも貢献している。
1994年、バングルの後を追ってBMWへ移籍し、1998年にはミラノ近郊のアルファロメオチェントロスティーレのチーフデザイナーになった。アルファロメオではアルファロメオ・147のリアエンドのデザインを手がけたことで知られている。

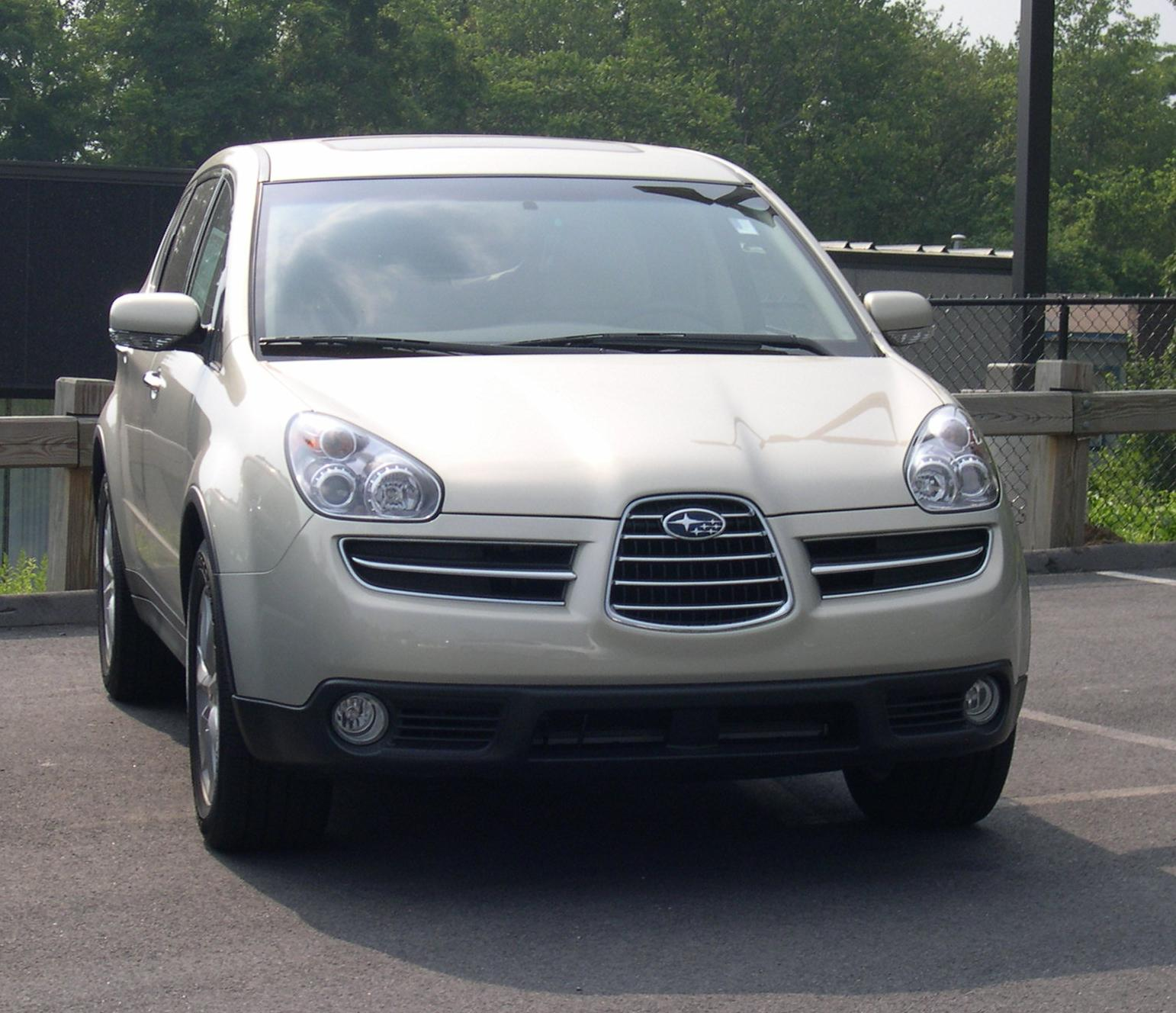
スバル・トライベッカ

2002年、ザパティナスは富士重工業にアドバンスドデザイン担当チーフデザイナーとして入社した。富士重工業では、最初にスバルR2で、後にB9トライベッカとインプレッサにも導入され、論議の的となった「スプレッドウィングスグリル」とともにしばしば記憶されているが、富士重工業によればこのデザインコンセプトはザパティナスが入社する前に提案されたものだとされている。論議を巻き起こしたこのデザインは富士重工業によって破棄された。このことはザパティナスが2006年7月に富士重工業を退社したことと関係があると言われている。
富士重工業退社後は、中華人民共和国の自動車メーカー・長安汽車のヨーロッパ・アドバンスドデザインオペレーションディレクターに就任した。